# 刘少军
刘少军（1962年7月6日—），男，原籍湖南武冈，生于湖南长沙，中国鱼类发育生物学专家，湖南师范大学教授，湖南省生物研究所所长兼湖南师大生科院副院长，中国工程院院士。

## 生平
1986年、1989年先后获湖南师范大学学士和硕士学位。2000年毕业于中山大学，获博士学位。

## 家庭
父亲刘筠是鱼类繁殖生理学家、中国工程院院士。